# Kirzjatj

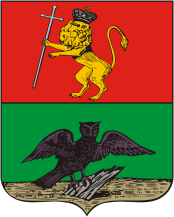
Stadens vapen.

Denna artikel behandlar staden. För floden, se Kirzjatj (flod).
Kirzjatj (ryska Киржа́ч) är en stad i Vladimir oblast i Ryssland. Staden hade en folkmängd av 27 788 invånare i början av 2015.
Jurij Gagarin, som var den första människan i rymden, dog utanför staden 1968 under en flygning. Det finns idag en obelisk där han havererade 21 kilometer utanför staden.